# Veratrum
Veratrum L. è un genere di piante angiosperme monocotiledoni della famiglia Melanthiaceae.

## Distribuzione e habitat
Il genere è presente negli habitat umidi temperati di Europa, Asia e Nord America.

## Tassonomia
Il genere comprende le seguenti specie:
- Veratrum albiflorum Tolm.
- Veratrum album L.
- Veratrum anticleoides (Trautv. & C.A.Mey.) Takeda & Miyake
- Veratrum californicum Durand
- Veratrum dahuricum (Turcz.) O.Loes.
- Veratrum dolichopetalum O.Loes.
- Veratrum fimbriatum A.Gray
- Veratrum formosanum O.Loes.
- Veratrum grandiflorum (Maxim. ex Miq.) O.Loes.
- Veratrum insolitum Jeps.
- Veratrum lobelianum Bernh.
- Veratrum longebracteatum Takeda
- Veratrum maackii Regel
- Veratrum maximum (Nakai) M.N.Tamura & N.S.Lee
- Veratrum mengtzeanum O.Loes.
- Veratrum micranthum F.T.Wang & Tang
- Veratrum nigrum L.
- Veratrum oblongum O.Loes.
- Veratrum oxysepalum Turcz.
- Veratrum schindleri O.Loes.
- Veratrum shanense W.W.Sm.
- Veratrum stamineum Maxim.
- Veratrum taliense O.Loes.
- Veratrum versicolor Nakai
- Veratrum viride Aiton